# Irlands U21-herrlandslag i fotboll
Irlands U21-landslag i fotboll är ett landslag för irländska fotbollsspelare, 21 år gamla eller yngre vid den tidpunkt då ett kvalspel till en europeisk U21-turnering inleds. Vid själva turneringen får man vara max 23 år gammal.
Så länge spelarna är valbara kan de spela på vilken nivå som helst, vilket gör det möjligt att spela för U21-landslaget, seniorlandslaget och sedan igen för U21-landslaget, vilket exempelvis Troy Parrott gjort. Det är också möjligt att spela för ett land på ungdomsnivå och ett annat land på seniornivå. Exempel på det sistnämnda inkluderar Declan Rice och Jack Grealish som representerade Irlands U21-landslag innan de valde spel för England. 
U21-landslaget bildades 1978 till följd av omgrupperingen av UEFA:s ungdomsturneringar, innan dess användes ett U23-landslag.

## Historia
Irland har historiskt sett varit en blåbärsnation på U21-nivå och har till skillnad från på A-landslagsnivå inte kvalat in till någon stor turnering. En viss förändring har kunnat skönjas under kvalen till U21-Europamästerskapen på 2020-talet, då Irland varit på vippen att kvala in till flera mästerskap.
Frånvaron av framgångar har bland annat förklarats med att spelare tidigt flyttats upp i A-landslaget. Två av landets största spelare genom tiderna, Damien Duff och Robbie Keane, gjorde exempelvis inte en enda U21-landskamp för landet utan gick direkt från pojk- och juniorlandslagen till seniorlandslaget. En annan förklaring som lyfts fram är att landslaget inte fick en egen förbundskapten förrän på 2000-talet, innan dess ansvarade den assisterande förbundskaptenen för U21-landslaget.

### Ett av Europas svagaste lag (1978-2011)
Den första landskampen spelades i Dublin den 8 mars 1978, då det blev 1-1 mot rivalen Nordirland. När det gäller tävlingsmatcher började det dock spelas U21-landslagsfotboll senare på Irland än i stora delar av övriga Europa. Efter att ha stått utanför kvalspelet till de fem första U21-Europamästerskapen deltog Irland för första gången i kvalet till U21-EM 1988, då de slutade sist i en trelagsgrupp med Skottland.
Sistaplatserna kom att bli en vana under de första kvalspelen. I sina tre första kval slutade Irland sist i gruppen varje gång och de lyckades därtill bara vinna två matcher – trots att de hade spelargenerationer innehållande framtida landslagsmän som Denis Irwin, Niall Quinn, Roy Keane och Steve Staunton Under den första tioårsperioden bestod den enskilt största framgången i ett 1-1-resultat mot Portugal den 25 april 1995.
Kvalet till U21-EM 2000 blev dock det dittills framgångsrikaste. Ett Irland ledda av Richard Dunne och Kevin Kilbane slutade trea i kvalgruppen, enbart bakom Kroatien och Jugoslavien. Irländarna lyckades ta ett poäng vardera mot båda lagen och kvalspelets två enda förluster kom mot huvudkonkurrenterna. Till slut hamnade de tre poäng bakom Jugoslavien, som kvalificerade sig till U21-EM.
De följande tio åren blev dock tuffare och glädjeämnet bestod främst i enskilda resultat – som 1-1 mot Nederländerna den 31 augusti 2001 och 2-2 mot Portugal den 9 september 2008 – och i kvalen till både U21-EM 2009 och 2011 slutade Irland sist i kvalgruppen. I kvalet till U21-EM 2007 var Irland också ett av Europas 16 lägst rankade länder som tvingades spela en inledande kvalrunda för att kvalificera sig till kvalspelet.

### Topplaceringar och en straffläggning (2011-)
Under 2010-talet började Irland prestera något starkare – i kvalet till U21-EM 2013 spelade de 2-2 mot Italien den 4 juni 2012 och vann returmötet med 4-2 den 10 september 2012 – och undvek bottenplaceringarna i sina kvalgrupper. Kvalet till U21-EM 2021 blev också framgångsrikt för Irland. Under ledning av Stephen Kenny inledde de kvalspelet urstarkt – Sverige besegrades två gånger om med 3-1 den 10 september 2019 och 4-1 den 19 november 2019 medan de spelade 0-0 mot Italien den 10 oktober 2019. Framgångarna ledde till att Kenny tog över uppdraget för herrlandslaget medan Jim Crawford klev in i hans ställe. Med två omgångar kvar att spela hade Irland också en EM-plats i sina egna händer, trots att flera nyckelspelare vid det laget tagit klivet upp till seniorlandslaget. En 1-2-förlust hemma mot Island – kvalets andra nederlag mot islänningarna – där gästerna avgjorde i den 93:e minuten grusade dock EM-drömmen. Förlusten innebar att Island tog sig förbi Irland och kvalade in till U21-EM 2021.
Den efterföljande kvalcykeln hamnade Irland på nytt i samma kvalgrupp som Italien och Sverige. Även denna gång besegrade de Sverige två gånger om – 1-0 i Dublin den 16 november 2021 och 2-0 i Borås den 29 mars 2022. När Sverige och Italien därefter kryssade i den näst sista kvalomgången stod det klart att Irland säkrat en historisk playoffplats till U21-EM 2023. Kvalspelet avslutades med en 1-4-förlust mot Italien, vilket innebar att italienarna tog direktplatsen medan irländarna fick ta hand om playoffplatsen. I playoff ställdes Irland mot Israel. Hemma i Dublin räddade Evan Ferguson 1-1 den 23 september 2022. Returen fyra dagar senare slutade i sin tur 0-0, vilket innebar att det hela fick avgöras på straffar. I straffläggningen missade Irland tre av fyra straffar och Israel knep därmed platsen till U21-EM 2023.
I kvalgruppen till U21-EM 2025 slog Irland nytt poängrekord (19) och målrekord (24). För tredje gången i rad hamnade de i samma grupp som Italien. Kvalspelet inleddes starkt och med  sju matcher spelade hade Irland noterats för fem segrar och blott en förlust. De hade därtill sånär besegrat Italien den 21 november 2023, men en kvittering av Wilfried Gnonto i den 96:e minuten innebar att de fick nöja sig med 2-2 hemma i Cork. Den fina starten på kvalet innebar att Irland återigen hade en EM-plats i egna händer. Kvalet avslutades dock med tre raka kryss. Trots ett överraskande 2-2-resultat mot Lettland den 10 september 2024 behövde Irland bara vinna en av sina två återstående matcher månaden därpå för att säkra minst en playoff-plats. I den näst sista omgången gick de mot en seger mot konkurrenten Norge, men i den 93:e minuten kvitterade Andreas Schjelderup till 1-1. Därmed var Irland pressade att besegra Italien i den sista omgången för att vinna gruppen alternativt få ett bättre resultat än Norge för att sluta tvåa. Då Irland enbart spelade 1-1 mot Italien den 15 oktober 2024 samtidigt som Norge besegrade Turkiet slutade Irland på tredjeplats i gruppen, i kraft av inbördes möten gentemot norrmännen, och missade U21-EM på nytt. I hela kvalspelet tog inget lag utanför topp två-placeringarna lika många poäng som Irland.

## Spelare

### Spelartrupp
Spelare födda den 1 januari 2004 eller senare, är tillgängliga för spel i U21-Europamästerskapet 2027.
Följande 24 spelare är uttagna i truppen till vänskapsmatcherna mot Kroatien och Qatar den 6 respektive 10 juni 2025.
Antalet landskamper och mål är korrekta per den 11 juni 2025 efter matchen mot Qatar
| Nr | Pos. | Namn                  | Födelsedatum (ålder) | Matcher | Mål |           | Klubb                                           |  |
| -- | ---- | --------------------- | -------------------- | ------- | --- | --------- | ----------------------------------------------- |  |
|    | MV   | Aaron Maguire         | 25 juli 2004         | 3       | 0   | England   | Tottenham Hotspur                               |  |
|    | MV   | Noah Jauny            | 26 augusti 2004      | 3       | 0   | Frankrike | Stade Brest                                     |  |
|    | MV   | Andrew Wogan          | 1 december 2005      | 1       | 0   | England   | Stockport County                                |  |
|    | MV   | Killian Barrett       | 15 mars 2004         | 0       | 0   | England   | Sheffield Wednesday                             |  |
|    |      |                       |                      |         |     |           |                                                 |  |
|    | F    | Sam Curtis            | 1 december 2005      | 15      | 1   | England   | Sheffield United                                |  |
|    | F    | Alex Murphy           | 25 juni 2004         | 8       | 0   | England   | Newcastle United                                |  |
|    | F    | Sean Grehan           | 8 januari 2004       | 8       | 0   | England   | Doncaster Rovers                                |  |
|    | F    | Jacob Slater          | 5 oktober 2004       | 5       | 0   | England   | Brighton & Hove Albion                          |  |
|    | F    | David Okagbue         | 4 februari 2004      | 3       | 0   | England   | Peterborough United                             |  |
|    | F    | Gabriel Otegbayo      | 11 februari 2005     | 2       | 0   | England   | Sheffield Wednesday                             |  |
|    | F    | Cory O'Sullivan       | 2 maj 2006           | 1       | 0   | Irland    | Shamrock Rovers                                 |  |
|    |      |                       |                      |         |     |           |                                                 |  |
|    | MF   | Ed McJannet           | 25 januari 2004      | 6       | 0   | Italien   | Ternana (Utlånad från Lecce)                    |  |
|    | MF   | Jamie Mullins         | 29 september 2004    | 6       | 1   | England   | Wycombe Wanderers                               |  |
|    | MF   | Adam Murphy           | 8 april 2005         | 5       | 0   | England   | Bristol City                                    |  |
|    | MF   | Darius Lipsiuc        | 16 september 2005    | 5       | 0   | England   | Solihull Moors (Utlånad från Stoke City)        |  |
|    | MF   | Harry Vaughan         | 6 april 2004         | 5       | 0   | England   | Hull City                                       |  |
|    | MF   | Joe O'Brien Whitmarsh | 11 maj 2005          | 4       | 0   | England   | Southampton                                     |  |
|    | MF   | Cathal O'Sullivan     | 5 mars 2007          | 2       | 0   | Irland    | Cork City                                       |  |
|    | MF   | Jacob Devaney         | 11 juni 2007         | 2       | 0   | England   | Manchester United                               |  |
|    |      |                       |                      |         |     |           |                                                 |  |
|    | A    | Mark O'Mahony         | 14 januari 2005      | 11      | 1   | England   | Reading (Utlånad från Brighton & Hove Albion)   |  |
|    | A    | Jad Hakiki            | 23 juni 2004         | 5       | 0   | Irland    | Sligo Rovers                                    |  |
|    | A    | Joe Gardner           | 6 juni 2005          | 3       | 0   | England   | Mansfield Town (Utlånad från Nottingham Forest) |  |
|    | A    | Cian Dillon           | 4 april 2006         | 2       | 0   | England   | Queens Park Rangers                             |  |
|    | A    | Warren Davis          | 2 april 2005         | 2       | 0   | Irland    | Drogheda United                                 |  |

Not: Spelare i kursiv stil har spelat för seniorlandslaget.

### Nyligen inkallade
Följande 18 spelare har varit uttagna i Irlands U21-landslag och är fortsatt tillgängliga.
| MV | Conor Walsh          | 17 mars 2005      | 2  | 0 | Sligo Rovers                                   | mot Ungern U21 24 mars 2025      |  |  |
| MV | Owen Mason           | 24 mars 2004      | 0  | 0 | Mansfield Town                                 | mot Lettland U21 13 oktober 2023 |  |  |
|    |                      |                   |    |   |                                                |                                  |  |  |
| F  | Connor O'Brien       | 12 juli 2004      | 7  | 0 | Accrington Stanley                             | mot Ungern U21 24 mars 2025      |  |  |
| F  | Connor Barratt       | 5 april 2004      | 2  | 0 | Barnsley                                       | mot Ungern U21 24 mars 2025      |  |  |
| F  | Conor McManus        | 16 juni 2004      | 1  | 2 | Brentford                                      | mot Ungern U21 24 mars 2025      |  |  |
| F  | James Abankwah       | 16 januari 2004   | 10 | 0 | Watford (Utlånad från Udinese)                 | mot Sverige U21 17 november 2024 |  |  |
|    |                      |                   |    |   |                                                |                                  |  |  |
| MF | Jack Moorhouse       | 29 november 2005  | 1  | 0 | Leyton Orient (Utlånad från Manchester United) | mot Kroatien U21 6 juni 2025     |  |  |
| MF | Ronan Maher          | 30 december 2004  | 2  | 0 | Walsall                                        | mot Ungern U21 24 mars 2025      |  |  |
| MF | Rocco Vata           | 18 april 2005     | 7  | 6 | Watford                                        | mot Sverige U21 17 november 2024 |  |  |
| MF | Glory Nzingo         | 4 november 2004   | 2  | 0 | Carolina Core (Utlånad från Swansea City)      | mot Sverige U21 17 november 2024 |  |  |
|    |                      |                   |    |   |                                                |                                  |  |  |
| A  | Mason Melia          | 22 september 2007 | 1  | 1 | St Patrick's Athletic                          | mot Kroatien U21 6 juni 2025     |  |  |
| A  | Franco Umeh-Chibueze | 26 januari 2005   | 2  | 0 | Crystal Palace                                 | mot Ungern U21 24 mars 2025      |  |  |
| A  | Sean Moore           | 13 augusti 2005   | 2  | 0 | Shelbourne                                     | mot Sverige U21 17 november 2024 |  |  |
| A  | Tommy Lonergan       | 2 januari 2004    | 2  | 0 | Waterford (Utlånad från Fleetwood Town)        | mot Sverige U21 17 november 2024 |  |  |
| A  | Adrien Thibaut       | 11 juli 2004      | 1  | 0 | Crewe Alexandra                                | mot Sverige U21 17 november 2024 |  |  |
| A  | Ben Quinn            | 11 november 2004  | 1  | 0 | -                                              | mot Sverige U21 17 november 2024 |  |  |
| A  | Kevin Zefi           | 11 februari 2005  | 1  | 0 | Roma                                           | mot Sverige U21 17 november 2024 |  |  |
| A  | Evan Ferguson        | 19 oktober 2004   | 10 | 1 | Roma (Utlånad från Brighton & Hove Albion)     | mot Israel U21 27 september 2022 |  |  |

Noter
- Spelare i kursiv stil har spelat för seniorlandslaget.

## Förbundskaptener
| År        | Förbundskapten(er) |
| --------- | ------------------ |
| 1986-1995 | Maurice Setters    |
| 1996–2000 | Ian Evans          |
| 2000-2010 | Don Givens         |
| 2010-2018 | Noel King          |
| 2018-2020 | Stephen Kenny      |
| 2020-     | Jim Crawford       |